# Deschampsia media
Canche intermédiaire
Espèce
Deschampsia media, la canche intermédiaire, est une espèce de plantes monocotylédones de la famille des Poaceae, sous-famille des Pooideae, originaire d'Eurasie.
Cette espèce est classée comme espèce disparue (RE) dans la liste rouge de la flore vasculaire des Pays de la Loire et comme espèce en danger critique d'extinction (CR) dans la Liste rouge régionale de la flore vasculaire d'Île-de-France

## Taxinomie

### Synonymes
Selon Catalogue of Life (7 octobre 2017) :
- Aira alpina Savi, nom. illeg.
- Aira capillaris Savi
- Aira caryophyllea Bertol., sensu auct. (nom mal appliqué)
- Aira corsica Tausch
- Aira juncea Vill.
- Aira media Gouan
- Aira pumila Vill. ex Trin., nom. illeg.
- Aira refracta Lag.
- Aira subaristata Faye ex Andersson, pro syn.
- Aira subtriflora Lag.
- Aira triflora Roem. & Schult., nom. illeg.
- Avenella flexuosa subsp. corsica (Tausch) Holub
- Calamagrostis leersii Koeler
- Campella media (Gouan) Link
- Deschampsia cespitosa subsp. juncea (Vill.) Rouy
- Deschampsia cespitosa subsp. media (Gouan) Husn.
- Deschampsia cespitosa subsp. subtriflora (Lag.) Ehr.Bayer & G.López
- Deschampsia elegans Sennen
- Deschampsia flexuosa subsp. corsica (Tausch) K.Richt.
- Deschampsia juncea (Vill.) P.Beauv.
- Deschampsia media f. elegans (Sennen) Cervi & Romo
- Deschampsia media var. masclansii (Cervi & Romo) O.Bolòs & Vigo
- Deschampsia media subsp. masclansii Cervi & Romo
- Deschampsia media subsp. refracta (Lag.) Paunero
- Deschampsia media var. subaristata Schmalh.
- Deschampsia refracta (Lag.) Roem. & Schult.
- Deschampsia subtriflora Parl.
- Schismus gouanii Trin.
- Schismus villarsii Trin.

### Liste des sous-espèces
Selon Flora Europea :
- Deschampsia media (Gouan) Roem. & Schult. subsp. media
- Deschampsia media (Gouan) Roem. & Schult. subsp. refracta (Lag.) Paunero